# 绵羊传奇
《绵羊传奇》（英語：Sheep）是一款2000年发行的策略益智类单人电子游戏。游戏由英国游戏开发商 Minds Eye Productions 制作，并由 Empire Interactive 等公司发行。玩家需要通过控制一名牧羊人角色将羊群赶往目的地，途中需要控制羊群来避免各种危险。游戏最后会根据通关时间和剩余羊群数量来计算分数。

## 游戏玩法
《绵羊传奇》的玩法受到《百戰小旅鼠》的启发。游戏故事背景中，绵羊是一种高度进化的生物，部分成员在数百万年前被遗留在了地球。玩家的目标是驱赶羊群到目标地点来通过多个充满危险关卡，让它们被受过教育的高等外星绵羊表亲救援。Windows 游戏版本共分为7个章节和一个训练等级组成：
1. 多边形农场（Polygon Farm）
2. 节庆村庄（Village Fete）
3. 遗失的空间（Lost in Space）
4. 巨人先生（Mr Whoppys）
5. 侏罗纪运动场（Jurassic Playground）
6. 国家俱乐部（Clubnation）
7. 野羊山丘（Mount Mouflon）

玩家可以选择扮演四个牧人角色中的一个，分别是牧羊女躲猫猫（BoPeep）、街霸亚当·哈福频特（Adam Halfpint）、宠物狗莫特雷（Motley）或牧羊犬谢普（Shep）。玩家还可以选择四种不同品种的绵羊，分别是派斯特罗（Pastoral）、费克特罗（Factoral）、隆伍尔（Longwool）、尼欧·杰尼提克（Neo-Genetic），并保护它们免受邪恶的皮尔先生（Mr. Pear）的侵害。

## 发行和评价
根据评论汇总媒体网站 Metacritic 的数据，《绵羊传奇》在各平台上都收到了“褒贬不一”的评价。评论网站 AllGame 给予PC版四星好评，并称其“不仅是一款高度令人上瘾、操作流畅的游戏，而且还因为其简单而巧妙的构思以及完美的执行而令人印象深刻。”。《次世代》的 Daniel Erickson 认为，该PC版与《百戰小旅鼠》一样“富有创意和独特魅力”。在日本，Syscom 于2001年6月14日发布了PlayStation版，随后卡普空于2002年4月19日发布了Game Boy Advance版《ひつじのキモチ。》（意为“绵羊的心情”）。Fami通给后者评分为40分制的28分，给前者评分为24分。《任天堂力量》在GBA版预计发布日期的几个月前给出了好评，而《GamePro》也给出了好评，但随后因为不明原因而取消了。
《Computer Games Magazine》提名该游戏PC版为他们的2000年度“经典游戏奖”。
在中国大陆，晶合时代通过大宇资讯联合代理了《绵羊传奇》并于2001年3月28日发行PC版CD。联想家用电脑随机软件所附带赠送的光盘中也包含了简体中文版的《绵羊传奇》。